# Perdita foveata
Perdita foveata är en biart som beskrevs av Timberlake 1956. Perdita foveata ingår i släktet Perdita och familjen grävbin. Inga underarter finns listade i Catalogue of Life.